# Ewa Fleszar
Ewa Fleszar (ur. 18 października 1966 w Szczecinku jako Ewa Mikulska) – polska artystka rzeźbiarka, działaczka na rzecz kultury i sztuki. Żona Romana Fleszara.

## Życiorys
Urodziła się 18 października 1966 w Szczecinku jako córka Bolesława i Lidii Mikulskich. W 1986 r. ukończyła Liceum Plastyczne w Koszalinie. Studiowała w Państwowej Wyższej Szkole Sztuk Plastycznych w Poznaniu na Wydziale Rzeźby, gdzie w 1992 r. uzyskała dyplom magisterski w pracowni Józefa Kopczyńskiego. W latach 1998–1999 była stypendystką Ministerstwa Kultury i Sztuki, w 2018 r. otrzymała Stypendium Prezydenta Miasta Tarnowa, a w 2019 została odznaczona Medalem Stulecia Odzyskanej Niepodległości za zasługi w służbie państwu i społeczeństwu.
Aktywnie uczestniczy w życiu artystycznym. Jej twórczość prezentowana była na kilkudziesięciu wystawach w kraju i za granicą i została doceniona przez krytyków, m.in. redaktora naczelnego czasopisma Sztuka. Tworzy małe formy rzeźbiarskie, statuetki, realizacje sakralne oraz pomniki. Jest autorką min. Ławeczki Paderewskiego w Ciężkowicach, ławeczki Mari Dąbrowskiej w Komorowie. Projektuje formy rzeźbiarskie w przestrzeni miast.
Obecnie wraz z mężem mieszka i tworzy w Karwodrzy koło Tuchowa. Jej dzieła dostępne są również w galerii sztuki Wirydarz w Lublinie. Jej odcisk dłoni znajduje się w Alei Artystów w Nałęczowie.

## Twórczość
Rzeźby Ewy Fleszar określane są jako metaforyczne i aluzyjne. Wiele z nich przedstawia ludzką postać zatrzymaną w dynamicznej scenie. Rzeźby powstają z różnorodnych materiałów, takich jak brąz, mosiądz, drewno, kamień i szkło. Pierwsze formy powstają często w technice traconego wosku. Rzeźbiarka wykazuje zainteresowanie rzeźbą z wielu okresów historii, od starożytnej Mezopotamii, przez dynamiczne rzeźby barokowe, po XX-wieczny surrealizm, m.in. strukturami Giacomettiego czy Botero, a także teatrem i „sytuacjami dramatycznymi”, co znajduje odbicie w jej pracach. Główną inspiracją i pretekstem do tworzenia jest dla Artystki wizerunek osoby ludzkiej, jako "niewyczerpane źródło inspiracji i dosłownie temat wieczny". Wiele z jej dzieł można podziwiać w przestrzeni publicznej miast w Polsce jak i za granicą, w tym prace wielkoformatowe, takie jak drzwi z brązu do katedry w Webster, USA.
„Twórczość rzeźbiarską Ewy Fleszar charakteryzuje specyficzne podejście do detalu oraz śmiałe zderzanie różnych materii, łączonych często, jak muzyczny kontrapunkt, w zaskakujący sposób. (...) Kameralne rzeźby urzekają swoistą estetyką, w pewnym zakresie jakby nie z naszej epoki. W całej tej twórczości bardzo ważny jest portret, ludzka sylwetka oraz rola i postawa, jaką przyjmują bohaterowie i bohaterki rzeźb. Wiele rzeźb Ewy Fleszar ma swoje jakby podwójne dno (...). To bardzo dobra cecha sztuki, która powinna przemawiać w sposób uniwersalny i ciekawy, a nawet zagadkowy i tajemniczy” – pisał o rzeźbie mniejszego formatu Profesor Stanisław Tabisz, rektor Akademii Sztuk Pięknych w Krakowie.

### Wybrane pomniki
- Stulecie Odzyskania Niepodległości w Dębicy[11];
- Ofiar II Wojny Światowej w Tuchowie[12];
- Ławeczka Paderewskiego w Ciężkowicach[13];
- Maksymilian Maria Kolbe w Tarnowie[14];
- Kaczki i rower w Nałęczowie[15];
- Maria Dąbrowska w Komorowie[16];
- Jan Paweł II w Krośnie;
- Andrzej Bobola w Laskowej;
- Pomnik Dziecka Utraconego w Tuchowie[17][18][6].

### Wybrane wystawy indywidualne
- 1995: Galeria BWA, Tarnów;
- 1996: Galeria BWA, Bydgoszcz;
- 1997: BWA, Piła;
- 1998: Galeria Quarto, Rzeszów; BWA, Krynica;
- 1999: Hotel Gołębiewski, Mikołajki;
- 2000: BWA: Sandomierz, Gorlice, Nowy Sącz, Rzeszów; Galeria Wirydarz, Lublin;
- 2001: Międzynarodowe Targi Poznańskie, Poznań; Miejska Galeria Sztuki, Częstochowa; Muzeum Archeologiczne, Głogów; BWA, Gorzów Wielkopolski; Salon Sztuki Współczesnej BWA, Bydgoszcz;
- 2002: BWA, Sieradz;
- 2004: Galeria Wirydarz, Lublin;
- 2005: Galeria Sukiennice, Kraków[19]; Pałac Małachowskich, Nałęczów;
- 2007: Alexandria, USA; BWA, Tarnów;
- 2008: Galeria Sztuki, Kazimierz Dolny;
- 2012: Galeria Wirydarz, Lublin;
- 2015: Muzeum Okręgowe, Tarnów[20];
- 2017: Zamek w Wiśniczu, Stary Wiśnicz[21];
- 2018: Muzeum im. S. Fischera, Bochnia;
- 2019: BWA Tarnów[22]; Dwór Karwacjanów, Gorlice[3]; Muzeum Sztuki Adżarii, Batumi, Gruzja[23]; Art Gallery Heron Live Hotel, Gródek nad Dunajcem;
- 2020: Płocka Galeria Sztuki, Płock[8]; Galeria Sztuki Miejski Ośrodek Kultury, Dębica[24][25]; Miejska Galeria Sztuki MM, Chorzów[26];
- 2021: BWA Rzeszów[27].

### Wybrane wystawy zbiorowe
- 1996: III Biennale Plastyki Bydgoskiej, BWA Bydgoszcz;
- 1998: Wystawa Rzeźby ZPAP, Warszawa; IV Biennale Plastyki Bydgoskiej, BWA Bydgoszcz;
- 1999: Artyści Polski Południowo-Wschodniej, Rzeszów;
- 2001: Wystawa twórców tarnowskich, Schoten, Belgia;
- 2005: Saint-Jean de Braye, Francja;
- 2017: Salon Wiosenny, BWA Tarnów;
- 2022: Salon Jesienny BWA Tarnów[6].